# Paratrigona subnuda
Paratrigona subnuda är en biart som beskrevs av Jesus Santiago Moure 1947. Paratrigona subnuda ingår i släktet Paratrigona och familjen långtungebin. Inga underarter finns listade i Catalogue of Life.